# Temporada 2015 de IndyCar Series

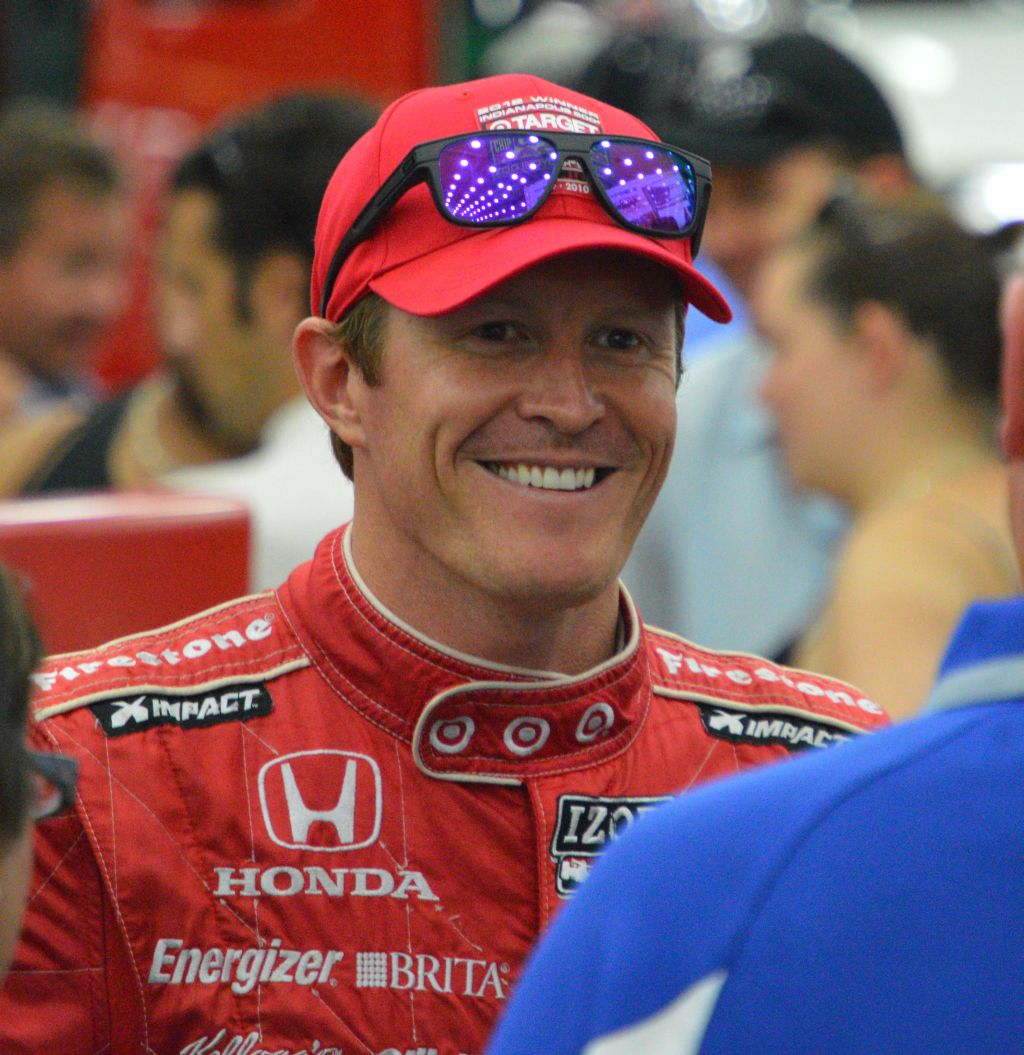
Scott Dixon logró su cuarto campeonato en la IndyCar tras ganar en el desempate con Montoya.

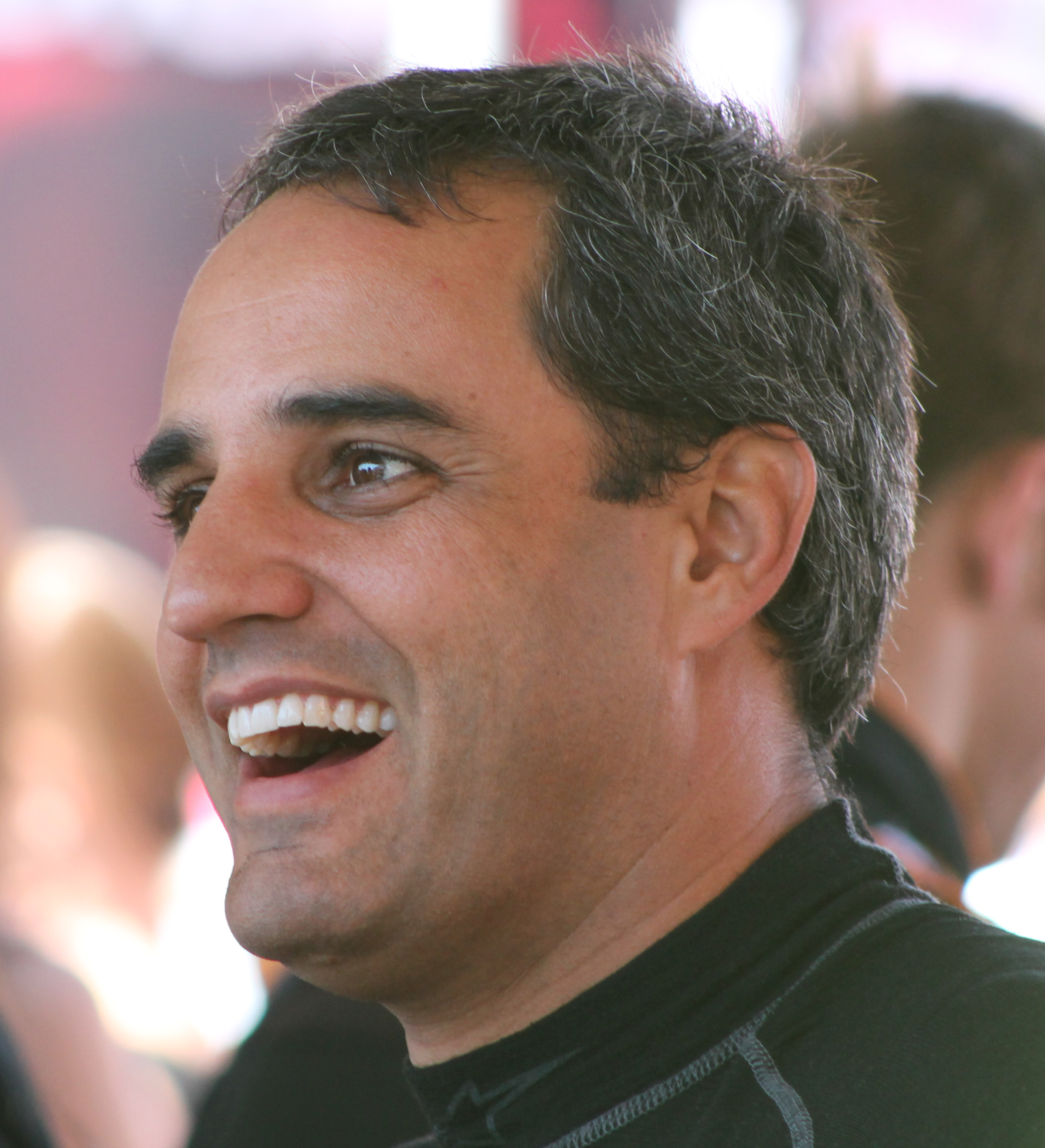
Juan Pablo Montoya resultó subcampeón, empatando en puntos Dixon pero perdiendo el desempate por victorias.

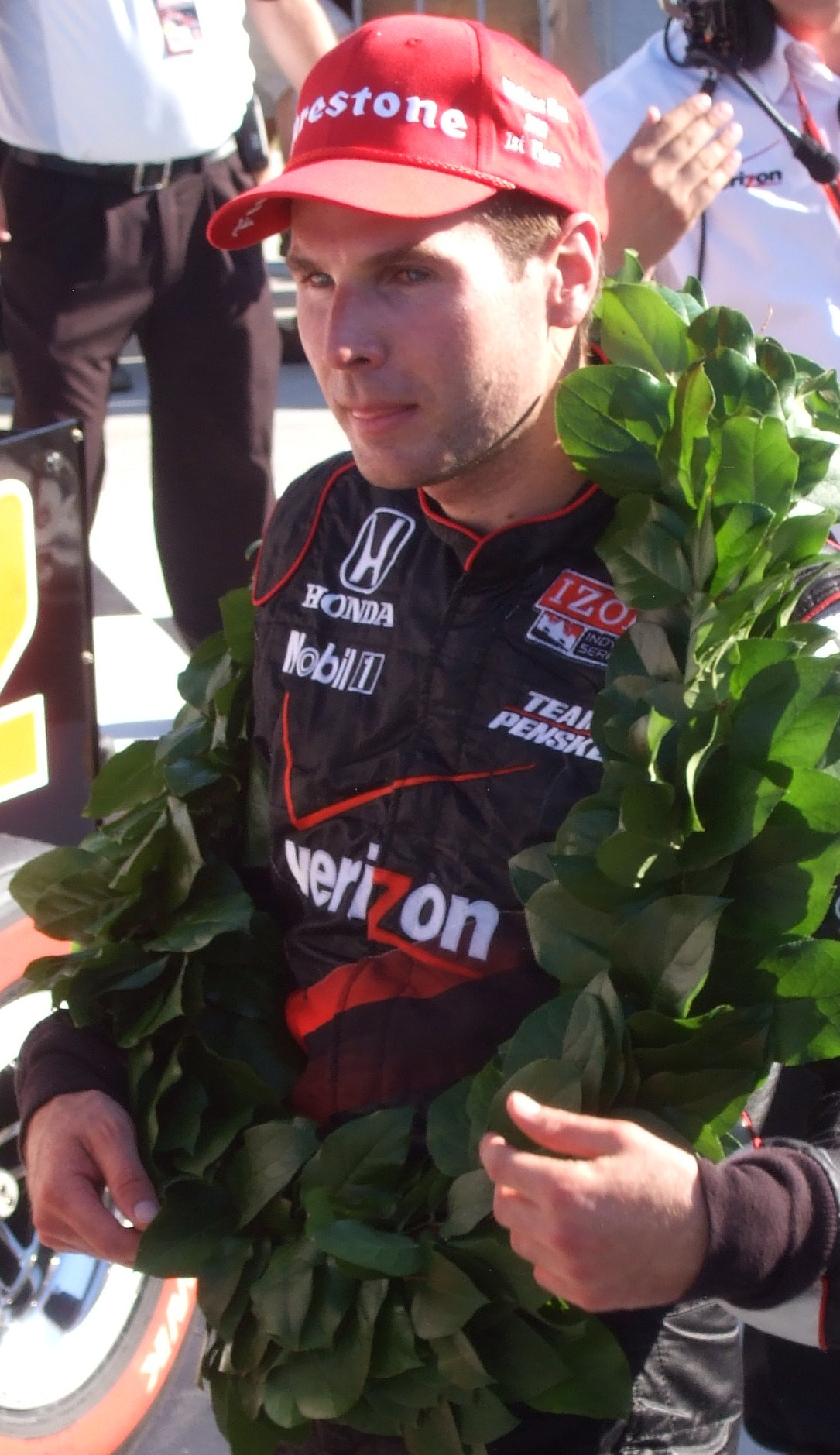
El campeón defensor Will Power finalizó tercero en el campeonato.

La temporada 2015 de la Verizon IndyCar Series fue la temporada número 20 de la serie IndyCar y la 104° del campeonato de monoplazas de Estados Unidos. El campeón defensor de la serie es el australiano Will Power, mientras que el ganador defensor de las 500 millas de Indianápolis es Ryan Hunter-Reay. Ambos participarán del torneo, para defender sus respectivos triunfos. Por su parte, Chevrolet defenderá su título como motorista campeón.
El campeonato inició el 29 de marzo en la ciudad de San Petersburgo, Florida, y terminó el 30 de agosto en Sonoma, California. Su principal evento, como lo es habitual, fue la edición 99° edición de las 500 millas de Indianápolis, que se realizó el domingo 24 de mayo.
Todos los equipos utilizaron un chasis proporcionado por Dallara, pudiendo elegir la suministración de motores de Chevrolet y Honda.

## Equipos y pilotos
La siguiente tabla muestra los pilotos confirmados oficialmente por sus equipos para el campeonato 2016. Todos utilizaron neumáticos Firestone, cuyo contrato renovado en 2013 se estableció hasta la temporada 2018. Además, a partir de la presente temporada, el kit aerodinámico que utilizará cada equipo será con base a la monomarca que han contratado para la temporada, fabricado especialmente por Dallara, Chevrolet y Honda, y se empezarán a utilizar desde la segunda carrera de la temporada, ya que utilizarán el paquete aerodinámico de Dallara en la carrera de San Petersburgo. 
| Equipo                           | Motor     | Noº | Pilotos               | Carreras             |
| -------------------------------- | --------- | --- | --------------------- | -------------------- |
| A. J. Foyt Enterprises           | Honda     | 14  | Takuma Satō           | Todas                |
| A. J. Foyt Enterprises           | Honda     | 41  | Jack Hawksworth       | Todas                |
| A. J. Foyt Enterprises           | Honda     | 48  | Alex Tagliani         | 6                    |
| Andretti Autosport               | Honda     | 25  | Simona de Silvestro   | 1–2                  |
| Andretti Autosport               | Honda     | 25  | Justin Wilson         | 5–6, 12–15           |
| Andretti Autosport               | Honda     | 25  | Oriol Servià          | 16                   |
| Andretti Autosport               | Honda     | 26  | Carlos Muñoz          | Todas                |
| Andretti Autosport               | Honda     | 27  | Marco Andretti        | Todas                |
| Andretti Autosport               | Honda     | 28  | Ryan Hunter-Reay      | Todas                |
| Andretti Autosport               | Honda     | 29  | Simona de Silvestro   | 6                    |
| Bryan Herta Autosport            | Honda     | 98  | Gabby Chaves (N)      | Todas                |
| CFH Racing                       | Chevrolet | 20  | Ed Carpenter          | 6, 9, 11–13, 15      |
| CFH Racing                       | Chevrolet | 20  | Luca Filippi          | 1–5, 7–8, 10, 14, 16 |
| CFH Racing                       | Chevrolet | 21  | Josef Newgarden       | 5-6                  |
| CFH Racing                       | Chevrolet | 67  | Josef Newgarden       | 1-4, 7-16            |
| CFH Racing                       | Chevrolet | 6   | J. R. Hildebrand      | 5-6                  |
| Chip Ganassi Racing              | Chevrolet | 8   | Sage Karam (N)        | 1–2, 4, 6–9, 11–15   |
| Chip Ganassi Racing              | Chevrolet | 8   | Sebastián Saavedra    | 3, 5, 10, 16         |
| Chip Ganassi Racing              | Chevrolet | 17  | Sebastián Saavedra    | 6                    |
| Chip Ganassi Racing              | Chevrolet | 9   | Scott Dixon           | Todas                |
| Chip Ganassi Racing              | Chevrolet | 10  | Tony Kanaan           | Todas                |
| Chip Ganassi Racing              | Chevrolet | 83  | Charlie Kimball       | Todas                |
| Dale Coyne Racing                | Honda     | 18  | Carlos Huertas        | 1–2, 5               |
| Dale Coyne Racing                | Honda     | 18  | Conor Daly (N)        | 3                    |
| Dale Coyne Racing                | Honda     | 18  | Rocky Moran Jr. (N)   | Ronda 3              |
| Dale Coyne Racing                | Honda     | 18  | Rodolfo González (N)  | 4, 7–8, 10, 14, 16   |
| Dale Coyne Racing                | Honda     | 18  | Tristan Vautier       | 6                    |
| Dale Coyne Racing                | Honda     | 18  | Pippa Mann            | 9, 11–13, 15         |
| Dale Coyne Racing                | Honda     | 19  | Francesco Dracone (N) | 1-5                  |
| Dale Coyne Racing                | Honda     | 19  | James Davison         | 6                    |
| Dale Coyne Racing                | Honda     | 19  | Tristan Vautier       | 7–16                 |
| Dale Coyne Racing                | Honda     | 63  | Pippa Mann            | 6                    |
| Jonathan Byrd's Racing/KVSH      | Chevrolet | 82  | Bryan Clauson         | 6                    |
| KVSH Racing Technology           | Chevrolet | 11  | Sébastien Bourdais    | Todas                |
| KVSH Racing Technology           | Chevrolet | 4   | Stefano Coletti (N)   | Todas                |
| Lazier Partners Racing           | Chevrolet | 91  | Buddy Lazier          | 6                    |
| Rahal Letterman Lanigan Racing   | Honda     | 15  | Graham Rahal          | Todas                |
| Rahal Letterman Lanigan Racing   | Honda     | 32  | Oriol Servià          | 6                    |
| Schmidt Peterson Motorsports     | Honda     | 5   | James Hinchcliffe     | 1-5                  |
| Schmidt Peterson Motorsports     | Honda     | 5   | Ryan Briscoe          | 6, 9, 11–16          |
| Schmidt Peterson Motorsports     | Honda     | 5   | Conor Daly (N)        | 7–8, 10              |
| Schmidt Peterson Motorsports     | Honda     | 7   | James Jakes           | Todas                |
| Schmidt Peterson Motorsports     | Honda     | 43  | Conor Daly            | 6                    |
| Schmidt Peterson Motorsports     | Honda     | 77  | Mikhail Aleshin       | 16                   |
| Team Penske                      | Chevrolet | 1   | Will Power            | Todas                |
| Team Penske                      | Chevrolet | 2   | Juan Pablo Montoya    | Todas                |
| Team Penske                      | Chevrolet | 3   | Hélio Castroneves     | Todas                |
| Team Penske                      | Chevrolet | 22  | Simon Pagenaud        | Todas                |
| Dreyer & Reinbold Kingdom Racing | Chevrolet | 24  | Townsend Bell         | 6                    |

### Cambios de pilotos

#### Debut de pilotos en la serie
- El joven piloto estadounidense Bryan Clauson intentará conseguir su clasificación a las 500 millas de Indianápolis de 2015 y 2016. KV Racing Technology fue confirmado su patrocinio para dicha participación asociándose con Jonathan Byrd Racing.[41]

- El 4 de diciembre de 2014, piloto venezolano Rodolfo González confirmó que competirá en la IndyCar Series a tiempo completo en la temporada 2015, pero no pudo nombrar el equipo debido a compromisos de privacidad.

- El Colombiano Gabby Chaves llega a la categoría luego de ganar la Cooper Tyres Indy Lights en la temporada 2014, compitiendo para Bryan Herta Autosport.

#### Cambios de equipo y Renovaciones de contrato
- Andretti Autosport renovó el contrato de Ryan Hunter-Reay y al patrocinador DHL extendiendo el contrato por varios años más.[7]

- Josef Newgarden fue anunciado como piloto de CFH Racing compitiendo con el dorsal #67 para toda la, temporada 2015, con la opción de extenderle el contrato por un año más.[42]

- Simon Pagenaud cambió de Sam Schmidt Motorsports tras tres años y se convierte en la nueva adición al equipo Penske, conducirá el #22.

- James Hinchcliffe deja a Andretti Autosport para reemplazar Simon Pagenaud en Schmidt Peterson Racing, al conducir el auto # 77.[34]

- Jack Hawksworth fue confirmado para conducir el auto #41 para A.J. Foyt Enterprises para toda la temporada 2015. Takuma Satō continuará e el equipo conduciendo el #14.[1]

- Bryan Herta Autosport anunció que Jay Howard correría para el equipo para las 500 millas de Indianápolis con el auto #97 patrocinado por Green1.

#### Otros Anuncios
- Ryan Briscoe dejará Chip Ganassi Racing para la temporada 2015, y estará buscando otros destinos automovilísticos.

- El presidente del equipo Penske Tim Cindric confirmó a través de su cuenta de Twitter que el campeón defensor de la serie Will Power utilizará el dorsal de campeón, el # 1.[43]

### Cambios en los equipos
- Ed Carpenter Racing y Sarah Fisher Hartman Racing se fusionaron logrando una asociación, y será nombrado como CFH Racing,[44]  y utilizarán el motor Chevrolet y su respectivo paquete aerodinámico para la temporada 2015.[45]

## Calendario
El calendario fue presentado a finales de la semana del mes de 29 de octubre de 2014, pero confirmando las fechas nuevas de la serie en la primera semana de diciembre de 2014, a continuación se mostrará las competencias que formarán parte de la temporada:
| Rnd. | Fecha        | Competencia                                   | Pista                                                      | Lugar                   | Difus. Int.                                |
| ---- | ------------ | --------------------------------------------- | ---------------------------------------------------------- | ----------------------- | ------------------------------------------ |
| 1    | 29 de marzo  | Firestone Gran Premio of San Petersburgo      | Streets of St. Petersburg                                  | St. Petersburg, Florida | ESPN (ESPN +, ESPN 3, ESPN HD y ESPN Play) |
| 2    | 12 de abril  | Indy Gran Premio de Louisiana                 | NOLA Motorsports Park                                      | Avondale, Louisiana     | ESPN (ESPN 3, ESPN HD y ESPN Play)         |
| 3    | 19 de abril  | 41° Toyota Gran Premio de Long Beach          | Streets of Long Beach                                      | Long Beach, California  | ESPN (ESPN +, ESPN 3, ESPN HD y ESPN Play) |
| 4    | 26 de abril  | Honda Indy Gran Premio de Alabama             | Barber Motorsports Park                                    | Birmingham, Alabama     | ESPN (ESPN HD y ESPN Play)                 |
| 5    | 9 de mayo    | Gran Premio de Indianápolis                   | Indianapolis Motor Speedway — Circuito Mixto de Grand Prix | Speedway, Indiana       | ESPN (ESPN +, ESPN HD y ESPN Play)         |
| 6    | 24 de mayo   | Edición 99° de las 500 millas de Indianápolis | Indianapolis Motor Speedway — Ovalo                        | Speedway, Indiana       | ESPN (ESPN, ESPN HD y ESPN Play)           |
| 7    | 30 de mayo   | Chevrolet Gran Premio Doble de Detroit        | Belle Isle                                                 | Detroit, Míchigan       | ESPN (ESPN 3, ESPN HD y ESPN Play)         |
| 8    | 31 de mayo   | Chevrolet Gran Premio Doble de Detroit        | Belle Isle                                                 | Detroit, Míchigan       | ESPN (ESPN 3, ESPN HD y ESPN Play)         |
| 9    | 6 de junio   | Firestone Firehawk 600                        | Texas Motor Speedway                                       | Fort Worth, Texas       | ESPN (ESPN +, ESPN 3, ESPN HD y ESPN Play) |
| 10   | 14 de junio  | Honda Indy Toronto                            | Exhibition Place                                           | Toronto, Ontario        | ESPN (ESPN +, ESPN HD y ESPN Play)         |
| 11   | 27 de junio  | MAVTV 500 IndyCar World Championships         | Auto Club Speedway                                         | Fontana, California     | ESPN (ESPN +, ESPN HD y ESPN Play)         |
| 12   | 12 de julio  | ABC Supply Wisconsin 250 de Milwaukee         | Milwaukee Mile                                             | West Allis, Wisconsin   | ESPN (ESPN +, ESPN 3, y ESPN Play)         |
| 13   | 18 de julio  | Iowa Corn Indy 300                            | Iowa Speedway                                              | Newton, Iowa            | ESPN (ESPN 3, ESPN HD y ESPN Play)         |
| 14   | 2 de agosto  | Honda Indy 200 de Mid-Ohio                    | Mid-Ohio Sports Car Course                                 | Lexington, Ohio         | ESPN (ESPN +, ESPN HD y ESPN Play)         |
| 15   | 23 de agosto | 'Pocono IndyCar 500 Fueled by Sunoco          | Pocono Raceway                                             | Long Pond, Pensilvania  | ESPN (ESPN +, ESPN 3, y ESPN Play)         |
| 16   | 30 de agosto | GoPro Indy Grand Prix of Sonoma               | Sonoma Raceway                                             | Sonoma, California      | ESPN (ESPN +, ESPN 3, y ESPN Play)         |

     Óvalo
     Circuito Permanente/Mixto
     Circuito Callejero/Mixto
- Texto en negrita indica el Premio Fuzzy's Ultra Premium Vodka patrocinio que otorga el premio por lograr ganar la Triple Corona de IndyCar de la presente temporada.

### Cambios en el calendario para la temporada
- Para la competencia en Brasil, habría nueva fecha en el calendario, denominada "Indy 300 de Brasilia",  tendría su sede en Autódromo Internacional Nelson Piquet de Brasilia, el 8 de marzo. Sin embargo, el 29 de enero, la fecha fue cancelada.[46][47] A la fecha se están estudiando las posibilidades de suplir la fecha en otro circuito brasileño, el Autódromo Internacional Ayrton Senna (Goiânia) y la posibilidad de una negociación con Circuito de las Américas para reemplazar la fecha de Brasilia.

- Otro circuito, el NOLA Motorsports Park albergará el Gran Premio de Lousiana el 12 de abril.[48]

- El Texas Motor Speedway renovó su contrato y se confirmó su fecha para el 6 junio[49]

- El Auto Club Speedway se trasladó su fecha de cierre de temporada y se celebrará el 27 de junio siendo sustituido para el cierre de temporada el Gran Premio de Sonoma.[50]

- IndyCar y el organismo publicitario Mi-Jack Promotions anunció el 29 de agosto de 2014 que la doble cartelera de Houston en el Parque NRG ha sido cancelada para el 2015 debido por problemas de agenda en el calendario.

- Las carreras que se disputarán en Barber Motorsports Park (26 de abril), Mid-Ohio Sports Car Course (2 de agosto) y en el Infineon Raceway (30 de agosto) fueron confirmadas por la serie como evento de apoyo al Pirelli World Challenge, ya que se logró hacer un convenio con los organizadores del PWC, que también proporcionará su apoyo a estos eventos del calendario de la IndyCar, así como también a San Petersburgo, Long Beach y a Detroit.[51]

- El Periódico Toronto Sun informó que el Honda Indy Toronto continua´ria celebrandos en el área del "Exhibition Place" pero cambió su fecha para ser celebrada el 14 de junio de 2015 a raíz de que su fecha habitual se celebrarán los Juegos Panamericanos. A diferencia de las dos últimas temporadas, este fin de semana contará con una carrera en lugar de la doble manga, por lo que Detroit quedó como la única carrera de doble manga en la temporada.[52]

- El organismo Milwaukee IndyFest confirmó que continuará la celebración de la carrera en el Milwaukee Mile, y se celebrará el 12 de julio de 2015, noticia confirmada por el Pe´riodico Milwaukee Journal Sentinel.[53]

- El Las 500 millas de Pocono cambió su fecha del 4 de julio, carrera que celebró entre 2013 y 2014, y se celebrará el 23 de agosto de 2015.

### Cambios en las Reglas
- La doble puntuación será otorgada para la carrera de las 500 millas de Indianápolis y para el cierre de la temporada en la carrera de Sonoma. Anteriormente la doble puntuación fue otorgada en las tres carreras de la triple corona.

- Cada equipo seguirá teniendo 14 días de prueba. A diferencia de temporadas anteriores, Promotor Días / Pruebas Abiertas contarán para la asignación de las pruebas.

- En el caso de que un piloto no participe en la última carrera, su selección del lugar en la caja de los pits será determinado en primer lugar por suposición final en la última carrera que la que participaron, seguido por los puntos acumulados y luego a través de un sorteo al azar. Esto eliminará una desventaja sufrida por Ed Carpenter y Mike Conway en 2014, donde los dos pilotos compartieron un coche para el resto de la temporada.

- El formato de clasificación que conforma a los grupos de clasificación para la clasificación en las carreras de los circuitos serán determinados a partir de la última sesión de entrenamientos que se celebra antes de la clasificaciones en lugar del primer período de sesiones de entrenamientos del fin de semana.

- Las largadas con el auto detenido fueron eliminados para la temporada 2015. La serie dice que se necesitará un mejor desarrollo antes de volver a introducirlos en la serie, por lo tanto, los circuitos donde se introdujo dicho formato (Long Beach y Detroit) no contarán con este formato de largada.

- Cada fase del Programa de Orientación de novatos para las 500 millas de Indianápolis mostrará como nuevo requisito acumular una velocidad promedio 5 mph adicionales a la velicidad de registro de la temporada pasada. En esta primera fase, consistirá realizar 10 vueltas logrando aproximadamente una velocidad promedio de 205 a 210 km/h, en la siguiente fase serán a 15 vueltas, entre los 210 a 215 km/h y una tercera fase a 15 tratando de subir la velocidad y sobrepasando la barrera de las 215+ mph. Las vueltas no tendrán que ser consecutivas. Estas fases y las velocidades correspondientes se podrán ajustar con base a las condiciones de pista y tiempo para la prueba. El programa de actualización consistirá sobre la base de los resultados de la fase dos y tres.[54]

## Resultados de la Temporada
| 1  | 29 de marzo  | Firestone Gran Premio de San Petersburgo Circuito callejero de San Petersburgo Longitud: 319 km Vueltas: 110 Ganador 2014: Will Power Dallara-Chevrolet Penske Racing | San Petersburgo, Florida | Piloto Ganador              | Juan Pablo Montoya         |  |  |  |  |  |
| 1  | 29 de marzo  | Firestone Gran Premio de San Petersburgo Circuito callejero de San Petersburgo Longitud: 319 km Vueltas: 110 Ganador 2014: Will Power Dallara-Chevrolet Penske Racing | San Petersburgo, Florida | Pole Position               | Will Power                 |  |  |  |  |  |
| 1  | 29 de marzo  | Firestone Gran Premio de San Petersburgo Circuito callejero de San Petersburgo Longitud: 319 km Vueltas: 110 Ganador 2014: Will Power Dallara-Chevrolet Penske Racing | San Petersburgo, Florida | Vuelta Rápida               | Helio Castroneves          |  |  |  |  |  |
| 1  | 29 de marzo  | Firestone Gran Premio de San Petersburgo Circuito callejero de San Petersburgo Longitud: 319 km Vueltas: 110 Ganador 2014: Will Power Dallara-Chevrolet Penske Racing | San Petersburgo, Florida | Número de Vueltas Lideradas | Will Power                 |  |  |  |  |  |
|    |              | |                          |                             |                            |  |  |  |  |  |
| 2  | 12 de abril  | Indy Gran Premio de Louisiana NOLA Motorsports Park Longitud: 5.476 km Vueltas: 47 Ganador 2014: No Hubo | Avondale, Luisiana       | Piloto Ganador              | James Hinchcliffe          |  |  |  |  |  |
| 2  | 12 de abril  | Indy Gran Premio de Louisiana NOLA Motorsports Park Longitud: 5.476 km Vueltas: 47 Ganador 2014: No Hubo | Avondale, Luisiana       | Pole Position               | Juan Pablo Montoya         |  |  |  |  |  |
| 2  | 12 de abril  | Indy Gran Premio de Louisiana NOLA Motorsports Park Longitud: 5.476 km Vueltas: 47 Ganador 2014: No Hubo | Avondale, Luisiana       | Vuelta Rápida               | Scott Dixon                |  |  |  |  |  |
| 2  | 12 de abril  | Indy Gran Premio de Louisiana NOLA Motorsports Park Longitud: 5.476 km Vueltas: 47 Ganador 2014: No Hubo | Avondale, Luisiana       | Número de Vueltas Lideradas | Juan Pablo Montoya         |  |  |  |  |  |
|    |              | |                          |                             |                            |  |  |  |  |  |
| 3  | 19 de abril  | 41° Toyota Gran Premio de Long Beach Circuito callejero de Long Beach Longitud: 253.375 km Vueltas: 80 Ganador 2014: Mike Conway, Dallara-Chevrolet Ed Carpenter Racing | Long Beach, California   | Piloto Ganador              | Scott Dixon                |  |  |  |  |  |
| 3  | 19 de abril  | 41° Toyota Gran Premio de Long Beach Circuito callejero de Long Beach Longitud: 253.375 km Vueltas: 80 Ganador 2014: Mike Conway, Dallara-Chevrolet Ed Carpenter Racing | Long Beach, California   | Pole Position               | Helio Castroneves          |  |  |  |  |  |
| 3  | 19 de abril  | 41° Toyota Gran Premio de Long Beach Circuito callejero de Long Beach Longitud: 253.375 km Vueltas: 80 Ganador 2014: Mike Conway, Dallara-Chevrolet Ed Carpenter Racing | Long Beach, California   | Vuelta Rápida               | Stefano Coletti            |  |  |  |  |  |
| 3  | 19 de abril  | 41° Toyota Gran Premio de Long Beach Circuito callejero de Long Beach Longitud: 253.375 km Vueltas: 80 Ganador 2014: Mike Conway, Dallara-Chevrolet Ed Carpenter Racing | Long Beach, California   | Número de Vueltas Lideradas | Scott Dixon                |  |  |  |  |  |
|    |              | |                          |                             |                            |  |  |  |  |  |
| 4  | 26 de abril  | Honda Indy Gran Premio de Alabama Barber Motorsports Park Longitud: 344,7 km Vueltas: 90 Ganador 2014: Ryan Hunter-Reay, Dallara-Honda Andretti Autosport | Birmingham, Alabama      | Piloto Ganador              | Josef Newgarden            |  |  |  |  |  |
| 4  | 26 de abril  | Honda Indy Gran Premio de Alabama Barber Motorsports Park Longitud: 344,7 km Vueltas: 90 Ganador 2014: Ryan Hunter-Reay, Dallara-Honda Andretti Autosport | Birmingham, Alabama      | Pole Position               | Helio Castroneves          |  |  |  |  |  |
| 4  | 26 de abril  | Honda Indy Gran Premio de Alabama Barber Motorsports Park Longitud: 344,7 km Vueltas: 90 Ganador 2014: Ryan Hunter-Reay, Dallara-Honda Andretti Autosport | Birmingham, Alabama      | Vuelta Rápida               | Ryan Hunter-Reay           |  |  |  |  |  |
| 4  | 26 de abril  | Honda Indy Gran Premio de Alabama Barber Motorsports Park Longitud: 344,7 km Vueltas: 90 Ganador 2014: Ryan Hunter-Reay, Dallara-Honda Andretti Autosport | Birmingham, Alabama      | Número de Vueltas Lideradas | Josef Newgarden            |  |  |  |  |  |
|    |              | |                          |                             |                            |  |  |  |  |  |
| 5  | 9 de mayo    | Gran Premio de Indianapolis — Circuito Mixto de Grand Prix Indianapolis Motor Speedway Longitud: 321,85 km Vueltas: 90 Ganador 2014: Simon Pagenaud, Dallara-Honda Schmidt Peterson Hamilton Motorsports                                                                                               | Speedway, Indiana        | Piloto Ganador              | Will Power                 |  |  |  |  |  |
| 5  | 9 de mayo    | Gran Premio de Indianapolis — Circuito Mixto de Grand Prix Indianapolis Motor Speedway Longitud: 321,85 km Vueltas: 90 Ganador 2014: Simon Pagenaud, Dallara-Honda Schmidt Peterson Hamilton Motorsports                                                                                               | Speedway, Indiana        | Pole Position               | Will Power                 |  |  |  |  |  |
| 5  | 9 de mayo    | Gran Premio de Indianapolis — Circuito Mixto de Grand Prix Indianapolis Motor Speedway Longitud: 321,85 km Vueltas: 90 Ganador 2014: Simon Pagenaud, Dallara-Honda Schmidt Peterson Hamilton Motorsports                                                                                               | Speedway, Indiana        | Vuelta Rápida               | James Hinchcliffe          |  |  |  |  |  |
| 5  | 9 de mayo    | Gran Premio de Indianapolis — Circuito Mixto de Grand Prix Indianapolis Motor Speedway Longitud: 321,85 km Vueltas: 90 Ganador 2014: Simon Pagenaud, Dallara-Honda Schmidt Peterson Hamilton Motorsports                                                                                               | Speedway, Indiana        | Número de Vueltas Lideradas | Will Power                 |  |  |  |  |  |
|    |              | |                          |                             |                            |  |  |  |  |  |
| 6  | 24 de mayo   | Edición 99° de las 500 millas de Indianápolis — Óvalo Indianapolis Motor Speedway Longitud: 804,67 km Vueltas: 200 Ganador 2014: Ryan Hunter-Reay, Dallara-Honda Andretti Autosport | Speedway, Indiana        | Piloto Ganador              | Juan Pablo Montoya         |  |  |  |  |  |
| 6  | 24 de mayo   | Edición 99° de las 500 millas de Indianápolis — Óvalo Indianapolis Motor Speedway Longitud: 804,67 km Vueltas: 200 Ganador 2014: Ryan Hunter-Reay, Dallara-Honda Andretti Autosport | Speedway, Indiana        | Pole Position               | Scott Dixon                |  |  |  |  |  |
| 6  | 24 de mayo   | Edición 99° de las 500 millas de Indianápolis — Óvalo Indianapolis Motor Speedway Longitud: 804,67 km Vueltas: 200 Ganador 2014: Ryan Hunter-Reay, Dallara-Honda Andretti Autosport | Speedway, Indiana        | Vuelta Rápida               | Charlie Kimball            |  |  |  |  |  |
| 6  | 24 de mayo   | Edición 99° de las 500 millas de Indianápolis — Óvalo Indianapolis Motor Speedway Longitud: 804,67 km Vueltas: 200 Ganador 2014: Ryan Hunter-Reay, Dallara-Honda Andretti Autosport | Speedway, Indiana        | Número de Vueltas Lideradas | Scott Dixon                |  |  |  |  |  |
|    |              | |                          |                             |                            |  |  |  |  |  |
| 7  | 30 de mayo   | Chevrolet/Cadillac Gran Premio de Detroit Circuito Callejero de Belle Isle Park Longitud: 264,286km Vueltas: 80 (Carrera 1 y Carrera 2) Ganador Carrera 1 2014: Carlos Muñoz /> Will Power, Dallara-Chevrolet Penske Racing Ganador Carrera 2 2014: Hélio Castroneves, Dallara-Chevrolet Penske Racing | Detroit, Míchigan        | Piloto Ganador              | Carlos Muñoz               |  |  |  |  |  |
| 7  | 30 de mayo   | Chevrolet/Cadillac Gran Premio de Detroit Circuito Callejero de Belle Isle Park Longitud: 264,286km Vueltas: 80 (Carrera 1 y Carrera 2) Ganador Carrera 1 2014: Carlos Muñoz /> Will Power, Dallara-Chevrolet Penske Racing Ganador Carrera 2 2014: Hélio Castroneves, Dallara-Chevrolet Penske Racing | Detroit, Míchigan        | Pole Position               | Will Power                 |  |  |  |  |  |
| 7  | 30 de mayo   | Chevrolet/Cadillac Gran Premio de Detroit Circuito Callejero de Belle Isle Park Longitud: 264,286km Vueltas: 80 (Carrera 1 y Carrera 2) Ganador Carrera 1 2014: Carlos Muñoz /> Will Power, Dallara-Chevrolet Penske Racing Ganador Carrera 2 2014: Hélio Castroneves, Dallara-Chevrolet Penske Racing | Detroit, Míchigan        | Vuelta Rápida               | Jack Hawksworth            |  |  |  |  |  |
| 7  | 30 de mayo   | Chevrolet/Cadillac Gran Premio de Detroit Circuito Callejero de Belle Isle Park Longitud: 264,286km Vueltas: 80 (Carrera 1 y Carrera 2) Ganador Carrera 1 2014: Carlos Muñoz /> Will Power, Dallara-Chevrolet Penske Racing Ganador Carrera 2 2014: Hélio Castroneves, Dallara-Chevrolet Penske Racing | Detroit, Míchigan        | Número de Vueltas Lideradas | Marco Andretti             |  |  |  |  |  |
| 8  | 31 de mayo   | Chevrolet/Cadillac Gran Premio de Detroit Circuito Callejero de Belle Isle Park Longitud: 264,286km Vueltas: 80 (Carrera 1 y Carrera 2) Ganador Carrera 1 2014: Carlos Muñoz /> Will Power, Dallara-Chevrolet Penske Racing Ganador Carrera 2 2014: Hélio Castroneves, Dallara-Chevrolet Penske Racing | Detroit, Míchigan        | Piloto Ganador              | Sebastien Bourdais         |  |  |  |  |  |
| 8  | 31 de mayo   | Chevrolet/Cadillac Gran Premio de Detroit Circuito Callejero de Belle Isle Park Longitud: 264,286km Vueltas: 80 (Carrera 1 y Carrera 2) Ganador Carrera 1 2014: Carlos Muñoz /> Will Power, Dallara-Chevrolet Penske Racing Ganador Carrera 2 2014: Hélio Castroneves, Dallara-Chevrolet Penske Racing | Detroit, Míchigan        | Pole Position               | Juan Pablo Montoya         |  |  |  |  |  |
| 8  | 31 de mayo   | Chevrolet/Cadillac Gran Premio de Detroit Circuito Callejero de Belle Isle Park Longitud: 264,286km Vueltas: 80 (Carrera 1 y Carrera 2) Ganador Carrera 1 2014: Carlos Muñoz /> Will Power, Dallara-Chevrolet Penske Racing Ganador Carrera 2 2014: Hélio Castroneves, Dallara-Chevrolet Penske Racing | Detroit, Míchigan        | Vuelta Rápida               | Sebastien Bourdais         |  |  |  |  |  |
| 8  | 31 de mayo   | Chevrolet/Cadillac Gran Premio de Detroit Circuito Callejero de Belle Isle Park Longitud: 264,286km Vueltas: 80 (Carrera 1 y Carrera 2) Ganador Carrera 1 2014: Carlos Muñoz /> Will Power, Dallara-Chevrolet Penske Racing Ganador Carrera 2 2014: Hélio Castroneves, Dallara-Chevrolet Penske Racing | Detroit, Míchigan        | Número de Vueltas Lideradas | Juan Pablo Montoya         |  |  |  |  |  |
|    |              | |                          |                             |                            |  |  |  |  |  |
| 9  | 6 de junio   | Texas Firestone Firehawk 600 Texas Motor Speedway Longitud: 550.395 km Vueltas: 228 Ganador 2014: Hélio Castroneves, Dallara-Chevrolet Penske Racing | Fort Worth, Texas        | Piloto Ganador              | Scott Dixon                |  |  |  |  |  |
| 9  | 6 de junio   | Texas Firestone Firehawk 600 Texas Motor Speedway Longitud: 550.395 km Vueltas: 228 Ganador 2014: Hélio Castroneves, Dallara-Chevrolet Penske Racing | Fort Worth, Texas        | Pole Position               | Will Power                 |  |  |  |  |  |
| 9  | 6 de junio   | Texas Firestone Firehawk 600 Texas Motor Speedway Longitud: 550.395 km Vueltas: 228 Ganador 2014: Hélio Castroneves, Dallara-Chevrolet Penske Racing | Fort Worth, Texas        | Vuelta Rápida               | Will Power                 |  |  |  |  |  |
| 9  | 6 de junio   | Texas Firestone Firehawk 600 Texas Motor Speedway Longitud: 550.395 km Vueltas: 228 Ganador 2014: Hélio Castroneves, Dallara-Chevrolet Penske Racing | Fort Worth, Texas        | Número de Vueltas Lideradas | Scott Dixon                |  |  |  |  |  |
|    |              | |                          |                             |                            |  |  |  |  |  |
| 10 | 14 de junio  | Honda Indy Gran Premio de Toronto Circuito Callejero Exhibition Place Longitud: 158.166 km Vueltas: 65 Carrera 1; Vueltas: 65 Carrera 2 Ganador Carrera 1 2014: Sébastien Bourdais, Dallara-Chevrolet KV Racing Technology Ganador Carrera 2 2014: Mike Conway, Dallara-Chevrolet Ed Carpenter Racing  | Toronto, Ontario         | Piloto Ganador              | Josef Newgarden            |  |  |  |  |  |
| 10 | 14 de junio  | Honda Indy Gran Premio de Toronto Circuito Callejero Exhibition Place Longitud: 158.166 km Vueltas: 65 Carrera 1; Vueltas: 65 Carrera 2 Ganador Carrera 1 2014: Sébastien Bourdais, Dallara-Chevrolet KV Racing Technology Ganador Carrera 2 2014: Mike Conway, Dallara-Chevrolet Ed Carpenter Racing  | Toronto, Ontario         | Pole Position               | Will Power                 |  |  |  |  |  |
| 10 | 14 de junio  | Honda Indy Gran Premio de Toronto Circuito Callejero Exhibition Place Longitud: 158.166 km Vueltas: 65 Carrera 1; Vueltas: 65 Carrera 2 Ganador Carrera 1 2014: Sébastien Bourdais, Dallara-Chevrolet KV Racing Technology Ganador Carrera 2 2014: Mike Conway, Dallara-Chevrolet Ed Carpenter Racing  | Toronto, Ontario         | Vuelta Rápida               | Helio Castroneves          |  |  |  |  |  |
| 10 | 14 de junio  | Honda Indy Gran Premio de Toronto Circuito Callejero Exhibition Place Longitud: 158.166 km Vueltas: 65 Carrera 1; Vueltas: 65 Carrera 2 Ganador Carrera 1 2014: Sébastien Bourdais, Dallara-Chevrolet KV Racing Technology Ganador Carrera 2 2014: Mike Conway, Dallara-Chevrolet Ed Carpenter Racing  | Toronto, Ontario         | Número de Vueltas Lideradas | Josef Newgarden Will Power |  |  |  |  |  |
|    |              | |                          |                             |                            |  |  |  |  |  |
| 11 | 27 de junio  | MAVTV 500 millas IndyCar World Championships de Fontana Auto Club Speedway Longitud: 804.672 km Vueltas: 250 Ganador 2014: Tony Kanaan, Dallara-Chevrolet Chip Ganassi Racing | Fontana, California      | Piloto Ganador              | Graham Rahal               |  |  |  |  |  |
| 11 | 27 de junio  | MAVTV 500 millas IndyCar World Championships de Fontana Auto Club Speedway Longitud: 804.672 km Vueltas: 250 Ganador 2014: Tony Kanaan, Dallara-Chevrolet Chip Ganassi Racing | Fontana, California      | Pole Position               | Simon Pagenaud             |  |  |  |  |  |
| 11 | 27 de junio  | MAVTV 500 millas IndyCar World Championships de Fontana Auto Club Speedway Longitud: 804.672 km Vueltas: 250 Ganador 2014: Tony Kanaan, Dallara-Chevrolet Chip Ganassi Racing | Fontana, California      | Vuelta Rápida               | Takuma Satō                |  |  |  |  |  |
| 11 | 27 de junio  | MAVTV 500 millas IndyCar World Championships de Fontana Auto Club Speedway Longitud: 804.672 km Vueltas: 250 Ganador 2014: Tony Kanaan, Dallara-Chevrolet Chip Ganassi Racing | Fontana, California      | Número de Vueltas Lideradas | Will Power                 |  |  |  |  |  |
|    |              | |                          |                             |                            |  |  |  |  |  |
| 12 | 17 de julio  | ABC Supply Wisconsin 250 millas de Milwaukee Milwaukee Mile Longitud: 408.371 km Vueltas: 250 Ganador 2014: Will Power, Dallara-Chevrolet Penske Racing | West Allis, Wisconsin    | Piloto Ganador              | Sebastien Bourdais         |  |  |  |  |  |
| 12 | 17 de julio  | ABC Supply Wisconsin 250 millas de Milwaukee Milwaukee Mile Longitud: 408.371 km Vueltas: 250 Ganador 2014: Will Power, Dallara-Chevrolet Penske Racing | West Allis, Wisconsin    | Pole Position               | Josef Newgarden            |  |  |  |  |  |
| 12 | 17 de julio  | ABC Supply Wisconsin 250 millas de Milwaukee Milwaukee Mile Longitud: 408.371 km Vueltas: 250 Ganador 2014: Will Power, Dallara-Chevrolet Penske Racing | West Allis, Wisconsin    | Vuelta Rápida               | Helio Castroneves          |  |  |  |  |  |
| 12 | 17 de julio  | ABC Supply Wisconsin 250 millas de Milwaukee Milwaukee Mile Longitud: 408.371 km Vueltas: 250 Ganador 2014: Will Power, Dallara-Chevrolet Penske Racing | West Allis, Wisconsin    | Número de Vueltas Lideradas | Sebastien Bourdais         |  |  |  |  |  |
| 12 |              | |                          |                             |                            |  |  |  |  |  |
| 13 | 18 de julio  | Corn Presenta Iowa Indy 300 Iowa Speedway Longitud: 422.452 km Vueltas: 300 Ganador 2014: Ryan Hunter-Reay, Dallara-Honda Andretti Autosport | Newton, Iowa             | Piloto Ganador              | Ryan Hunter-Reay           |  |  |  |  |  |
| 13 | 18 de julio  | Corn Presenta Iowa Indy 300 Iowa Speedway Longitud: 422.452 km Vueltas: 300 Ganador 2014: Ryan Hunter-Reay, Dallara-Honda Andretti Autosport | Newton, Iowa             | Pole Position               | Helio Castroneves          |  |  |  |  |  |
| 13 | 18 de julio  | Corn Presenta Iowa Indy 300 Iowa Speedway Longitud: 422.452 km Vueltas: 300 Ganador 2014: Ryan Hunter-Reay, Dallara-Honda Andretti Autosport | Newton, Iowa             | Vuelta Rápida               | Scott Dixon                |  |  |  |  |  |
| 13 | 18 de julio  | Corn Presenta Iowa Indy 300 Iowa Speedway Longitud: 422.452 km Vueltas: 300 Ganador 2014: Ryan Hunter-Reay, Dallara-Honda Andretti Autosport | Newton, Iowa             | Número de Vueltas Lideradas | Josef Newgarden            |  |  |  |  |  |
|    |              | |                          |                             |                            |  |  |  |  |  |
| 14 | 2 de agosto  | Honda Indy 200 Gran Premio de Mid-Ohio Mid-Ohio Sports Car Course Longitud: 327,05 km Vueltas: 90 Ganador 2014: Scott Dixon, Dallara-Chevrolet Chip Ganassi Racing | Lexington, Ohio          | Piloto Ganador              | Graham Rahal               |  |  |  |  |  |
| 14 | 2 de agosto  | Honda Indy 200 Gran Premio de Mid-Ohio Mid-Ohio Sports Car Course Longitud: 327,05 km Vueltas: 90 Ganador 2014: Scott Dixon, Dallara-Chevrolet Chip Ganassi Racing | Lexington, Ohio          | Pole Position               | Scott Dixon                |  |  |  |  |  |
| 14 | 2 de agosto  | Honda Indy 200 Gran Premio de Mid-Ohio Mid-Ohio Sports Car Course Longitud: 327,05 km Vueltas: 90 Ganador 2014: Scott Dixon, Dallara-Chevrolet Chip Ganassi Racing | Lexington, Ohio          | Vuelta Rápida               | Will Power                 |  |  |  |  |  |
| 14 | 2 de agosto  | Honda Indy 200 Gran Premio de Mid-Ohio Mid-Ohio Sports Car Course Longitud: 327,05 km Vueltas: 90 Ganador 2014: Scott Dixon, Dallara-Chevrolet Chip Ganassi Racing | Lexington, Ohio          | Número de Vueltas Lideradas | Graham Rahal               |  |  |  |  |  |
|    |              | |                          |                             |                            |  |  |  |  |  |
| 15 | 23 de agosto | Sunoco presenta la IndyCar Pocono 500 Pocono Raceway Longitud: 804.672 km Vueltas: 200 Ganador 2014: Juan Pablo Montoya, Dallara-Chevrolet Penske Racing | Long Pond, Pensilvania   | Piloto Ganador              | Ryan Hunter-Reay           |  |  |  |  |  |
| 15 | 23 de agosto | Sunoco presenta la IndyCar Pocono 500 Pocono Raceway Longitud: 804.672 km Vueltas: 200 Ganador 2014: Juan Pablo Montoya, Dallara-Chevrolet Penske Racing | Long Pond, Pensilvania   | Pole Position               | Helio Castroneves          |  |  |  |  |  |
| 15 | 23 de agosto | Sunoco presenta la IndyCar Pocono 500 Pocono Raceway Longitud: 804.672 km Vueltas: 200 Ganador 2014: Juan Pablo Montoya, Dallara-Chevrolet Penske Racing | Long Pond, Pensilvania   | Vuelta Rápida               | Juan Pablo Montoya         |  |  |  |  |  |
| 15 | 23 de agosto | Sunoco presenta la IndyCar Pocono 500 Pocono Raceway Longitud: 804.672 km Vueltas: 200 Ganador 2014: Juan Pablo Montoya, Dallara-Chevrolet Penske Racing | Long Pond, Pensilvania   | Número de Vueltas Lideradas | Josef Newgarden            |  |  |  |  |  |
|    |              | |                          |                             |                            |  |  |  |  |  |
| 16 | 30 de agosto | GoPro Indy Gran Premio de Sonoma Infineon Raceway Longitud: 315.037 km Vueltas: 85 Ganador 2014: Scott Dixon, Dallara-Chevrolet Chip Ganassi Racing | Sonoma, California       | Piloto Ganador              | Scott Dixon                |  |  |  |  |  |
| 16 | 30 de agosto | GoPro Indy Gran Premio de Sonoma Infineon Raceway Longitud: 315.037 km Vueltas: 85 Ganador 2014: Scott Dixon, Dallara-Chevrolet Chip Ganassi Racing | Sonoma, California       | Pole Position               | Will Power                 |  |  |  |  |  |
| 16 | 30 de agosto | GoPro Indy Gran Premio de Sonoma Infineon Raceway Longitud: 315.037 km Vueltas: 85 Ganador 2014: Scott Dixon, Dallara-Chevrolet Chip Ganassi Racing | Sonoma, California       | Vuelta Rápida               | Tony Kanaan                |  |  |  |  |  |
| 16 | 30 de agosto | GoPro Indy Gran Premio de Sonoma Infineon Raceway Longitud: 315.037 km Vueltas: 85 Ganador 2014: Scott Dixon, Dallara-Chevrolet Chip Ganassi Racing | Sonoma, California       | Número de Vueltas Lideradas | Scott Dixon                |  |  |  |  |  |

Leyenda
     Óvalo
     Circuito Permanente/Mixto
     Circuito Callejero/Mixto
     Ganadores de las competiciones de la Triple Corona de IndyCar
EN NEGRITA: Indica el Premio Fuzzy's Ultra Premium Vodka que se otorga por lograr ganar la Triple Corona de IndyCar de la presente temporada.

## Estadísticas del Campeonato

### Estadísticas de los Pilotos
| Pos. | Piloto              | STP | NOL | LBH | ALA | IMS | INDY | DET | DET  | TEX | TOR | FON | MIL | IOW | MDO | POC | SNM | Puntos |
| ---- | ------------------- | --- | --- | --- | --- | --- | ---- | --- | ---- | --- | --- | --- | --- | --- | --- | --- | --- | ------ |
| 1    | Scott Dixon         | 15  | 11  | 1*  | 3   | 10  | 4*   | 5   | 20   | 1*  | 8   | 6   | 7   | 18  | 4   | 9   | 1*  | 556    |
| 2    | Juan Pablo Montoya  | 1   | 5*c | 3   | 14  | 3   | 1    | 10  | 10*c | 4   | 7   | 4   | 4   | 24  | 11  | 3   | 6   | 556    |
| 3    | Will Power          | 2*  | 7   | 20  | 4   | 1*  | 2    | 4   | 18   | 13  | 4*  | 19* | 22  | 10  | 14  | 4   | 7   | 493    |
| 4    | Graham Rahal        | 11  | 8   | 11  | 2   | 2   | 5    | 23  | 3    | 15  | 9   | 1   | 3   | 4   | 1*  | 20  | 18  | 490    |
| 5    | Hélio Castroneves   | 4   | 2   | 2   | 15  | 6   | 7    | 6   | 19   | 3   | 3   | 23  | 2   | 11  | 15  | 16  | 15  | 453    |
| 6    | Ryan Hunter-Reay    | 7   | 19  | 13  | 5   | 11  | 15   | 13  | 8    | 18  | 19  | 16  | 13  | 1   | 7   | 1   | 2   | 436    |
| 7    | Josef Newgarden     | 12  | 9   | 7   | 1*  | 20  | 9    | 8   | 21   | 21  | 1*  | 21  | 5   | 2*  | 13  | 2*  | 21  | 431    |
| 8    | Tony Kanaan         | 3   | 6   | 5   | 13  | 7   | 26   | 20  | 13   | 2   | 6   | 2   | 6   | 21  | 5   | 19  | 4   | 431    |
| 9    | Marco Andretti      | 10  | 13  | 8   | 10  | 16  | 6    | 2*  | 5    | 5   | 13  | 3   | 8   | 7   | 10  | 18  | 11  | 429    |
| 10   | Sébastien Bourdais  | 6   | 21  | 6   | 8   | 4   | 11   | 14  | 1    | 14  | 5   | 14  | 1*  | 9   | 17  | 23  | 20  | 406    |
| 11   | Simon Pagenaud      | 5   | 20  | 4   | 9   | 25  | 10   | 3   | 14   | 11  | 11  | 9   | 9   | 14  | 3   | 7   | 16  | 384    |
| 12   | Charlie Kimball     | 21  | 14  | 15  | 12  | 5   | 3    | 22  | 11   | 7   | 20  | 8   | 12  | 22  | 23  | 12  | 3   | 372    |
| 13   | Carlos Muñoz        | 14  | 12  | 9   | 6   | 13  | 20   | 1   | 23   | 6   | 22  | 11  | 15  | 5   | 9   | 5   | 22  | 349    |
| 14   | Takuma Satō         | 13  | 22  | 18  | 17  | 9   | 13   | 11  | 2    | 16  | 10  | 18  | 14  | 19  | 24  | 6   | 8   | 323    |
| 15   | Gabby Chaves RY     | 17  | 15  | 16  | 16  | 15  | 16   | 18  | 9    | 10  | 15  | 20  | 11  | 16  | 12  | 11  | 14  | 281    |
| 16   | James Jakes         | 22  | 3   | 19  | 22  | 18  | 18   | 12  | 15   | 9   | 21  | 7   | 23  | 15  | 16  | 10  | 25  | 257    |
| 17   | Jack Hawksworth     | 8   | 24  | 14  | 21  | 23  | 24   | 7   | 7    | 23  | 14  | 10  | 17  | 13  | 8   | 22  | 19  | 256    |
| 18   | Ryan Briscoe        |     |     |     |     |     | 12   |     |      | 8   |     | 15  | 21  | 8   | 18  | 8   | 5   | 205    |
| 19   | Stefano Coletti R   | 20  | 17  | 23  | 19  | 8   | 25   | 15  | 16   | 19  | 23  | 12  | 20  | 20  | 19  | 24  | 17  | 203    |
| 20   | Sage Karam R        | 19  | 18  |     | 18  |     | 32   | 16  | 12   | 12  |     | 5   | 19  | 3   | 22  | 14  |     | 197    |
| 21   | Luca Filippi        | 9   | 10  | 22  | 11  | 14  |      | 9   | 17   |     | 2   |     |     |     | 21  |     | 24  | 188    |
| 22   | Tristan Vautier     |     |     |     |     |     | 28   | 17  | 4    | 20  | 17  | 17  | 16  | 12  | 6   | 21  | 23  | 175    |
| 23   | James Hinchcliffe   | 16  | 1   | 12  | 7   | 12  | Wth  |     |      |     |     |     |     |     |     |     |     | 129    |
| 24   | Justin Wilson       |     |     |     |     | 24  | 21   |     |      |     |     |     | 18  | 17  | 2   | 15† |     | 108    |
| 25   | Sebastián Saavedra  |     |     | 10  |     | 17  | 23   |     |      |     | 16  |     |     |     |     |     | 13  | 96     |
| 26   | Rodolfo González R  |     |     |     | 20  |     |      | 21  | 22   |     | 18  |     |     |     | 20  |     | 9   | 94     |
| 27   | Ed Carpenter        |     |     |     |     |     | 30   |     |      | 22  |     | 22  | 10  | 6   |     | 17  |     | 88     |
| 28   | Conor Daly R        |     |     | 17  |     |     | 33   | 19  | 6    |     | 12  |     |     |     |     |     |     | 81     |
| 29   | Pippa Mann          |     |     |     |     |     | 22   |     |      | 17  |     | 13  | 24  | 23  |     | 13  |     | 76     |
| 30   | Simona de Silvestro | 18  | 4   |     |     |     | 19   |     |      |     |     |     |     |     |     |     |     | 66     |
| 31   | J. R. Hildebrand    |     |     |     |     | 21  | 8    |     |      |     |     |     |     |     |     |     |     | 57     |
| 32   | Oriol Servià        |     |     |     |     |     | 29   |     |      |     |     |     |     |     |     |     | 12  | 46     |
| 33   | Mikhail Aleshin     |     |     |     |     |     |      |     |      |     |     |     |     |     |     |     | 10  | 40     |
| 34   | Francesco Dracone R | 23  | 23  | 21  | 23  | 22  |      |     |      |     |     |     |     |     |     |     |     | 38     |
| 35   | Townsend Bell       |     |     |     |     |     | 14   |     |      |     |     |     |     |     |     |     |     | 32     |
| 36   | Carlos Huertas      | 24  | 16  |     |     | 19  | Wth  |     |      |     |     |     |     |     |     |     |     | 31     |
| 37   | Alex Tagliani       |     |     |     |     |     | 17   |     |      |     |     |     |     |     |     |     |     | 27     |
| 38   | James Davison       |     |     |     |     |     | 27   |     |      |     |     |     |     |     |     |     |     | 10     |
| 39   | Bryan Clauson R     |     |     |     |     |     | 31   |     |      |     |     |     |     |     |     |     |     | 10     |
| NC   | Buddy Lazier        |     |     |     |     |     | DNQ  |     |      |     |     |     |     |     |     |     |     | 0      |
| NC   | Rocky Moran Jr. R   |     |     | Wth |     |     |      |     |      |     |     |     |     |     |     |     |     | 0      |
| Pos. | Piloto              | STP | NOL | LBH | ALA | IMS | INDY | DET | DET  | TEX | TOR | FON | MIL | IOW | MDO | POC | SNM | Puntos |

| Color   | Resultado                    |
| ------- | ---------------------------- |
| Oro     | Ganador                      |
| Plata   | 2.º lugar                    |
| Bronce  | 3.er lugar                   |
| Verde   | 4.º y 5.º lugar (top 5)      |
| Celeste | 6.º a 10.º lugar (top 10)    |
| Azul    | Finalizó (afuera del top 10) |
| Violeta | No terminó                   |
| Rojo    | DNQ - No se clasificó        |
| Marrón  | Wth - Retirado               |
| Negro   | DSQ - Descalificado          |
| Blanco  | DNS - No empezó              |
| Blanco  | C - Carrera cancelada        |

| Estado  | Resultado                                |
| ------- | ---------------------------------------- |
| Negrita | Pole position                            |
| Cursiva | Vuelta rápida                            |
| L       | Lideró al menos una vuelta de la carrera |
| *       | Quien lideró más vueltas en la carrera   |
| RY      | Novato del Año                           |
| R       | Novato                                   |

### Cuadro de campeones
| IndyCar Series                              | IndyCar Series                                 | IndyCar Series                              |
| Campeón (Trofeo Copa Astor)                 | Equipo                                         | Automóvil                                   |
| ------------------------------------------- | ---------------------------------------------- | ------------------------------------------- |
| Scott Dixon                                 | Chip Ganassi                                   | Dallara-Chevrolet                           |
| Campeón de Indy 500                         | Equipo                                         | Automóvil                                   |
| Juan Pablo Montoya                          | Penske                                         | Dallara-Chevrolet                           |
| Temporada Anterior                          | Temporada Presente                             | Siguiente temporada                         |
| Temporada 2014 de la Verizon IndyCar Series | Temporada de 2015 de la Verizon IndyCar Series | Temporada 2016 de la Verizon IndyCar Series |
| Otras distinciones                          |                                                |                                             |
| Trofeo Campeón de Ovalos                    | Trofeo Campeón de Ovalos                       | Trofeo Campeón de Circuitos                 |
| Juan Pablo Montoya                          | Juan Pablo Montoya                             | Will Power                                  |